# Тернява
Тернява — річка в Україні, в межах Іванківського району Київської області, ліва притока Тетерева (басейн Дніпра). Довжина — 13 км.
Бере початок зі ставка на північ від села Макарівка. Протікає селами Мала Макарівка, Русаки, де приймає свою притоку Ковпитень, та селом Прибірськ, де і впадає у Тетерів. 
Ширина русла річки становить 2 м, ширина заплави - 200 м.